# 1989 w informatyce
Kalendarium informatyczne 1989 roku
- styczeń – Corel wydał pierwszą wersję programu graficznego CorelDRAW[1].
- 12 marca – Tim Berners-Lee zaproponował rozproszenie systemu CERN, który później przekształcił się w World Wide Web[1].
- 1 sierpnia – ukazała się pierwsza wersja pakietu biurowego Microsoft Office dla komputerów Macintosh[1].
- 3 października – ukazała się gra komputerowa SimCity firmy Maxis[1].
- grudzień – doszło do pierwszego ataku programu typu ransomware. Koń trojański AIDS szyfrował nazwy plików i ukrywał te pliki na dysku twardym, po czym informował użytkownika komputera, że musi zapłacić 189 dolarów, by uzyskać klucz[1][2].
- Na rynku pojawiły się pierwsze karty dźwiękowe Sound Blaster[1].
- Phillip Katz opracował format plików ZIP[1].